# Vital
Vital («Витал», «Жизненная сила»; яп. ヴィタール) — фильм режиссёра Синъя Цукамото.

## Сюжет
Хироси Такаги просыпается в больнице и узнает, что в результате автокатастрофы пострадала его память. Когда Хироси возвращается для окончательного выздоровления домой, в нём снова пробуждается интерес к медицине и в итоге он поступает в медицинский институт, где знакомится с образцовой студенткой Икуми Ёсимото.
Приходит время занятий по препарированию трупов. Хироси с увлечением приступает к этим занятиям, отважно встретив суровую реальность разрезания человеческих тел. Полной противоположностью его занятиям, основанным на фактах и реальности, становится то, что Хироси начинает «являться» молодая женщина. Иногда они находятся в его комнате, в остальных случаях — на пляже или в залитом солнечным светом лесу. В это же время Икуми пытается завоевать расположение Хироси. По мере того, как память Хироси восстанавливается, он понимает, что тело, лежащее на столе для препарирования, и женщина, которая «является» ему, — это Рёко, его бывшая девушка.

## В ролях
| Актёр           | Роль                    |
| --------------- | ----------------------- |
| Таданобу Асано  | Хироси Такаги           |
| Нами Цукамото   | Рёко Ояма               |
| Кики            | Икуми Ёсимото           |
| Кадзуёси Кусида | отец Хироси             |
| Рири            | мама Хироси             |
| Хана Кино       | миссис Ояма (мама Рёко) |
| Го Ридзю        | доктор Накаи            |
| Дзюн Кунимура   | мистер Ояма (отец Рёко) |
| Иттоку Кисибэ   | доктор Касивабути       |
| Масато Цудзиока |                         |